# Kevin Gissi
Kevin Gissi (* 10. September 1992 in Genf) ist ein argentinisch-schweizerischer Fussballspieler. 
Der Sohn des ehemaligen Fussballers Oscar Gissi startete seine Karriere mit Étoile Carouge. 2006 kehrte mit seinem Vater nach Argentinien zurück und spielte in der Reserve des Arsenal de Sarandí. Nach vier Jahren in Argentinien, kehrte er in die Schweiz zurück und unterschrieb beim Servette FC Genève. 2012 schoss er für Servette ein Tor in einem Testspiel und ein Kopfball-Tor im Europa-League-Spiel gegen Gandsassar Kapan. Gissi spielte in der Saison 2012/2013 für den Servette FC Genève, bevor er in die spanische Segunda División zu CD Alcoyano wechselte. Im Juli 2016 wechselte er zum uruguayischen Erstligaaufsteiger Rampla Juniors, für den er in der Saison 2016 viermal bei 14 Erstligaeinsätzen traf. Anfang Februar 2017 verpflichtete ihn Centro Atlético Fénix. Für die Montevideaner bestritt er in der laufenden Saison 2017 bislang (Stand: 11. Februar 2017) ein Erstligaspiel (ein Tor).